# Compressiefractuur
Een compressiefractuur  is een botbreuk die voorkomt in bijvoorbeeld een wervel, als deze nog niet gehard is. Deze breuk komt veel voor (voornamelijk bij vrouwen) ten gevolge van osteoporose. Het bot wordt bij een compressiefractuur als het ware in elkaar gedrukt.

Ontstaan van een compressiefractuur van een ruggenwervel